# Die Chinesische Mauer
Die Chinesische Mauer. Eine Farce ist ein Drama des Schweizer Schriftstellers Max Frisch, zu dem insgesamt vier Fassungen entstanden. Die Erstfassung wurde am 10. Oktober 1946 im Zürcher Schauspielhaus unter der Regie von Leonard Steckel uraufgeführt. Spätere Versionen hatten ihre Premieren am 28. Oktober 1955 im Theater am Kurfürstendamm und am 26. Februar 1965 im Deutschen Schauspielhaus, beide unter der Regie von Oscar Fritz Schuh, sowie am 8. November 1972 im Théâtre National de l’Odéon unter der Regie von Jean-Pierre Miquel.
Das Stück spielt vor dem Hintergrund des Baus der Chinesischen Mauer, mit der ein absolutistisch herrschender chinesischer Kaiser sich vor der Zukunft abzuschotten hofft. Während des Stücks treten Persönlichkeiten der verschiedensten historischen Epochen auf die Bühne. Ein Mensch der Gegenwart lehnt ihre Art, Geschichte durch Kriege zu machen, vor der aktuellen Bedrohung der Menschheit durch die Atombombe ab. Doch er bleibt am Ende hilflos, als ein chinesischer Prinz gegen den Kaiser putscht und das Volk nur von einer Unterdrückung in den nächsten Terror führt.

## Inhalt

### Vorspiel
Der Heutige, ein Mensch der Gegenwart, führt in das Spiel ein. Ort und Zeit der Handlung sind die Bühne und der heutige Abend in einer Zeit, in der der Bau Chinesischer Mauern eine Farce sei. Eine chinesische Bäuerin samt ihrem stummen Sohn Wang tritt auf. Sie sind ein Jahr nach Nanking gepilgert, um den erhabenen Kaiser Tsin Sche Hwang Ti aufzusuchen. Ein Ausrufer verkündet, der Kaiser habe alle seine Feinde besiegt bis auf einen einzigen, Min Ko, der sich die Stimme des Volkes nenne, und der nun im gesamten Reich gesucht werde. Der Heutige wittert die Krise einer Macht, die alles besiegt habe, nur die Wahrheit nicht.

### Hauptspiel
Zu einer Feier zu Ehren des chinesischen Kaisers sind historische und fiktive Figuren aus verschiedenen Epochen geladen. Romeo und Julia wundern sich über die Zeit, in die sie geraten sind, über Begriffe wie Atom und Wärmetod. Napoleon Bonaparte, der noch immer gen Russland ziehen will, trifft auf den Heutigen, der ihm erklärt, dass die Atombombe die Sintflut möglich mache und die Epoche der Feldherren vorbei sei, wenn die Menschheit überleben wolle. Auch Philipp von Spanien versucht er begreiflich zu machen, dass das Zeitalter der Inquisition Geschichte sei, und er fordert von ihm Gedankenfreiheit.
Christoph Kolumbus ist ein Greis, der nicht begreift, dass man das Indien, zu dem er segelte, heute Amerika nennt. Iwan der Schreckliche versteht nicht, warum ihn Heinrich Pestalozzi den „Schrecklichen“ nennt, wo doch Josef Stalin viel größere Verbrechen begehe. Henry Dunant möchte nichts weiter, als zu lindern. Pontius Pilatus fühlt sich unschuldig an der Kreuzigung Jesu und begründet, dass er nicht habe entscheiden können, was die Wahrheit sei. Don Juan Tenorio beklagt, dass alle Welt ihn zu kennen glaubt und in Dichtung umsetzt. Er beneidet die Unbekannte aus der Seine, über deren Leben niemand etwas weiß, und sehnt sich nach einem jungfräulichen Paradies. Brutus, der einst Julius Cäsar ermordete, wundert sich, dass trotz seiner Tat noch immer Tyrannei herrscht. Cleopatra mit ihrem untrüglichen Gespür für mächtige Männer becirct den chinesischen Kaiser.
Kaiser Hwang Ti hält eine Rede: er habe sein Leben lang für den Frieden und die Freiheit gekämpft. Sein Ziel sei erreicht, es gebe nur noch die große, wahre, endgültige Ordnung. Nun plant er den Bau der Chinesischen Mauer als Bollwerk gegen jede Veränderung und gegen die Zukunft. Währenddessen beeindruckt der Heutige mit seinem Wissen um die Zukunft Mee Lan, die Tochter des Kaisers. Viel weiß er über die moderne Physik, die Relativitätstheorie, Wahrscheinlichkeit und Unwahrscheinlichkeit zu berichten, über den modernen Menschen jedoch nur, dass er in Entfremdung lebe. Der Prinz, der einst um die Gunst Mee Lans zu erringen in die Schlacht zog, kehrt zurück, nachdem er als General eine Armee von dreißigtausend Mann in den Tod schickte. Doch Mee Lan weist ihn ab. Er geht mit der Drohung, man werde noch von ihm hören.
Die Schergen des Kaisers haben Wang, den stummen Sohn der Bäuerin, festgenommen. Ausgerechnet ihn halten sie für Min Ko, die Stimme des Volkes, weil er dem Kaiser nicht wie das übrige Volk heuchelnd zugejubelt hat. Der Heutige, der sich als Doktor jur. erweist, tritt als Verteidiger des Angeklagten auf. Der Kaiser steigert sich derart in seine Wut gegen den vermeintlichen Aufrührer hinein, dass er sich in seiner tyrannischen Herrschaft immer schwererer Verbrechen bezichtigt. Als der Stumme die Vorwürfe nicht zu bestreiten vermag, ordnet er Folter bis zu dessen Geständnis an. Émile Zola tritt auf, doch seine Anklage „J’accuse“ zeigt keinerlei Wirkung.
Mee Lan ist enttäuscht von der Beteiligung des Heutigen am Schauprozess. Dieser gesteht seine Feigheit ein, doch gibt er den Vorwurf zurück, dass die Frauen die Taten immer vom Mann verlangten. Er tritt vor den Kaiser, beschwört in einer langen Rede die Gefahr, die der Menschheit durch einen Atomkrieg droht, und wendet sich gegen die Tyrannei, die unter der Bedrohung durch Atomwaffen zur Tyrannei der ganzen Menschheit werde. Doch der Kaiser deutet seine Rede als staatstreu und lediglich gegen seine Feinde gerichtet um. Statt der Schlinge lässt er dem Heutigen die goldene Kette eines Staatspreises um den Hals legen.
Derweil kommt es zum Aufstand des Volkes, das die Freiheit des vermeintlichen Min Ko fordert. An die Spitze der Bewegung setzt sich der Prinz. Als der Heutige erkennt, dass der Militärputsch des skrupellosen Generals nur weiteren Terror für das Volk bedeutet, versucht er die chinesische Bäuerin zum Geständnis zu bewegen, dass ihr Sohn Wang stumm sei und somit nicht die Symbolfigur der Aufrührer sein könne. Doch die Mutter ist geschmeichelt von der plötzlichen Bedeutung ihres stets als minderwertig wahrgenommenen Sohnes und trägt nun ihrerseits die Legende weiter, es handle sich bei ihm um Min Ko. Das Volk zieht jubelnd mit Wang davon, die geschändete Mee Lan tritt dem Prinzen gegenüber, dieser lässt alle liquidieren.
Übrig bleiben ein Mann im Frack und ein Mann im Cut. Sie sind die Wirtschaftsführer, die sich bereits ausmalen, wie sie mit dem Prinzen Geschäfte machen können. Brutus erdolcht sie beide, wohl wissend, dass ihre Sorte immer an der Macht bleiben wird. Romeo und Julia beschwören noch einmal die Schönheit der dem Untergang geweihten Welt. Nachdem erneut der Reigen der historischen Masken auftritt, sterben die Liebenden vereint im Kuss.

## Frühere Fassungen
Insbesondere die erste Fassung unterschied sich in den Handlungselementen noch deutlich: Hier war Min Ko, die Stimme des Volkes, identisch mit dem Heutigen, der damit laut Hellmuth Karasek zum Held des Stückes wurde. Auch die Beziehung zwischen Min Ko und der Prinzessin war dramatischer angelegt. Ab der zweiten Fassung ist Min Ko auf der Bühne nicht mehr körperlich anwesend, der Heutige wird zum Conférencier, der aus einer großen zeitlichen und räumlichen Distanz in die Handlung eingreift und diese damit ironisiert. Laut Urs Bircher entfernte Frisch mit der zweiten Fassung weitgehend die Moralismen aus der Handlung, baute Verfremdungseffekte und zeitgemäße Bezüge ein. Die Figuren sprechen nun in literarischen Stilzitaten, „[d]er Grundton des Textes wird bitter und satirisch.“ Mit der vierten Fassung strich Frisch auch die Liebesbeziehung zwischen dem Heutigen und der Prinzessin. Dies führte laut Klaus Müller-Salget zwar zu einer Konzentration des Stücks auf die zentralen Themen, durchtrennte aber auch den Bezug von Romeo und Julia, Don Juan und der Unbekannten aus der Seine zur Haupthandlung.

## Form
Max Frisch nannte das Stück im Untertitel eine Farce und führte aus, es handle sich um eine „Parodie auf unser Bewußtsein, eine Farce des Inkommensurablen“ des nicht Vergleich- oder Vereinbaren. Das Zusammentreffen der Jahrhunderte und ihrer unterschiedlichen Perspektiven hat laut Jürgen H. Petersen eine aufklärerische Funktion, es führt im Kontrast der Zeit und ihres Stils sowie des Inhalts und Vokabulars aber auch zur für die Farce typischen Komik. Laut Gerhard Kaiser ist für Frisch im modernen Theater die reine Form der Tragödie oder Komödie nicht mehr möglich, so dass in seinen Stücken „Tragik und Komik unvermittelt nebeneinanderstehen“. Jürgen Kost verweist auf die Doppelbedeutung der Bezeichnung „Farce“: Einerseits entspreche das Stück dem antiillusionistischen Muster einer Farce, die einen komischen Widersinn vorführe, ohne dass der Zuschauer eine Betroffenheit verspüre. Es werden jedoch die Gattungsmerkmale der Farce, der Kreislaufcharakter und die folgenlose Scheinhandlung, auch inhaltlich auf den farcenhaften Ablauf der Geschichte bezogen. Für Hellmuth Karasek verweist die „Farce“ auch auf die romantische Form der Literatursatire, die mit den Mitteln der Ironie die Zweifel an ihrer eigenen Funktion thematisiere.
In der Personage seines Stücks unterscheidet Frisch zwischen „Figuren“ und „Masken“. Laut Klaus Müller-Salget reden Erstere während des gesamten Schauspiels in normaler, heutiger Prosa, die lediglich mit „chinesischen“ Formeln durchsetzt ist. Letztere bedienen sich ab der Fassung von 1955 dagegen Zitaten und Stil-Imitationen. So sprechen etwa Romeo und Julia sowie Brutus in Versen der deutschen Shakespeare-Übersetzungen von Romeo und Julia und Julius Cäsar oder von Frisch im gleichen Stil hinzugedichteten Passagen. Philipp der II. verwendet Passagen aus Friedrich Schillers Drama Don Carlos, während ihm der Heutige in der Rolle des Marquis von Posa entgegentritt. Pilatus berichtet mit den Worten der Bibel. Andere Dialoge sind im alternierenden Rhythmus des Jambus gehalten.
Ort und Zeit der Handlung werden vom Heutigen im Vorspiel verkündet: „Ort der Handlung: diese Bühne. Zeit der Handlung: heute abend. (Also in einem Zeitalter, wo der Bau von Chinesischen Mauern, versteht sich, eine Farce ist.)“ Zwar wurde zuvor bezüglich Ort und Zeit bereits auf Nanking und einen historischen Kaiser der Qin-Dynastie verwiesen, doch sind diese Daten laut Manfred Jurgensen, ähnlich wie etwa in Andorra, als Modell zu verstehen, denn der Heutige fragt bereits im Vorspiel: „Wo liegt (heute) dieses Nanking? Und wer ist (heute) Hwang-Ti, der Himmelssohn, der immer im Recht ist?“ Frisch relativiere Ort, Zeit und Personen des Stückes im Sinne des Epischen Theaters, das Stück spiele nicht an einem konkreten Ort, sondern im menschlichen Bewusstsein.
Laut Günter Waldmann lassen sich in der Handlung drei Ebenen ausmachen: Die erste Ebene ist die Gegenwart des Heutigen mit ihrem Wissensstand und ihren Fragen, die zweite Ebene jene einer 2000 Jahre alten chinesischen Vergangenheit. Das Hauptgeschehen entstehe aus dem Bezug der beiden Ebenen aufeinander, dem klassischen „Tyrannis“ und den aktuellen Anliegen und Problemen. Die dritte Ebene ist diejenige der aus der Zwischenzeit stammenden Masken, die das Hauptgeschehen nicht direkt, sondern nur indirekt beeinflussen. Walter Jacobi beschreibt, dass die verschiedenen Ebenen sich im Verlauf des Spiels ständig überschneiden und vermischen. Er sieht darin ein „Musterbeispiel einer surrealistischen Dramenform“, die sich am Prinzip des Traums orientiere. Seine Struktur erlange das Drama vor allem durch die Zentralfigur des Heutigen, der wie ein Puppenspieler agiere und dem Stück den Eindruck eines Marionettentheaters verleihe. Allerdings löse Frisch die klassische Struktur eines Regeldramas nicht vollständig auf. So erfülle zum Beispiel das Vorspiel die Rolle einer Exposition mit dem erregenden Moment des Ausruf des Kampfes gegen Min Ko, der Schauprozess bilde den Höhepunkt. Der Heutige wechsle hingegen immer wieder in die Rolle des Conférenciers, einer Art moderner Chor, der sich direkt ans Publikum wende.
Gerhard Kaiser betont, dass Die Chinesische Mauer keine geschlossene Fabel eines herkömmlichen Dramas habe, sondern eine Montage sei „aus verschiedenartigen Handlungs- und Bedeutungselementen, die einander überschneiden, kommentieren und persiflieren und sich zuletzt gegenseitig aufzuheben scheinen. Gründlich ist jede Illusion zerstört; die Schauspieler fallen aus der Rolle, das Publikum wird direkt angesprochen, die Kulissen stürzen ein, und die Bühnenmaschinerie wird sichtbar.“ Die Aufhebung der Ordnung von Raum und Zeit ordne die Form einem inhaltlichen Element unter, das im Stück behandelt wird: der Relativitätstheorie.

## Interpretation

### Masken der Vergangenheit
Für Jürgen Kost repräsentieren die im Stück auftretenden Masken „Archetypen historischen Verhaltens“. Für Gerhard Kaiser trägt jede ihr „imaginäres Museum“ mit sich, ihre Zeit, in der die Masken, wie der Heutige beschreibt, „taub für jede Entwicklung unseres Bewußtseins“ bleiben, „Lemuren einer Geschichte, die nicht zu wiederholen ist.“ In ihrer Funktion sind sie austauschbar, so dass in einer frühen Fassung einfach Napoleon an die Stelle Alexander des Großen tritt, weil er den gleichen Typ Eroberer verkörpert. Auch die anderen Masken sind auf einzelne Verhaltensweisen reduziert: Columbus sucht die Wahrheit, Don Juan das Ursprüngliche, die Unbekannte aus der Seine das Schöne, Romeo und Julia die Liebe, Brutus die Freiheit. Cleopatra umschwärmt den Machthaber, und Pilatus zögert vor der Entscheidung. Die China-Ebene symbolisiert für Kaiser ebenfalls eine Form von Vergangenheit, doch nicht das historische China vor 2000 Jahren, sondern die Lebensform des heutigen Menschen, die 2000 Jahre hinter seiner Wirklichkeit, seinen Erkenntnissen und Möglichkeiten zurückhinke.
Laut Heinz Gockel sind die Masken bewusste Stereotype, die in ihren Zitaten das Bildungsgut des Kleinbürgers wiedergeben. Sie bringen keine historischen Stationen auf die Bühne, sondern bleiben Schemen und Schablonen. Es sind nach Frischs Worten „Figuren, die unser Hirn bevölkern“. Ihre Existenz liege in der Sprache. „Daher die Stil-Zitate: Brutus nach Shakespeare, Philipp von Spanien nach Schiller. Pilatus kennen wir aber nicht aus der römischen Geschichte, sondern aus der Bibel. Daher das Bibel-Zitat.“ Die historische Persönlichkeiten werden mit ihren Überlieferungen identifiziert, durch die sie in der Gegenwart im Gedächtnis verankert sind. Auf ein Zitat verkürzt, bleiben sie bloße Spielfiguren.

### Geschichte als Kreislauf
Mit dem Bau der Chinesischen Mauer versucht der Kaiser Hwang Ti laut Jürgen Kost „die Geschichtlichkeit der eigenen Gegenwart zu negieren, indem er jede Veränderung verhindert und seiner Herrschaft gleichsam Ewigkeit verleiht“, womit er den geschichtlichen Prozess stoppe. Zwar ende das Stück mit einer Revolution, doch deren Ergebnis sei nur die Wiederkehr der vorigen Verhältnisse. An die Stelle des Kaisers trete der Prinz, der denselben Typ des Tyrannen verkörpere. Die Wiederkehr des Immergleichen wird noch an weiteren Stellen des Stückes explizit thematisiert. Der Kaiser sagt dem Publikum voraus, dass sie auch nach seinem Sturz in ihrer Zeitung von Typen wie ihm lesen werden. Und als am Ende die Herren im Frack und Cut die Gegenwart dominieren, kommentiert Brutus: „Getrost! – als Sorte bleibt ihr an der Macht.“ Schließlich endet das Stück mit dem Dialog von Romeo und Julia so, wie es begann.
Erna M. Dahms spricht davon, dass sich in Frischs Werken ein „negatives Bild von Geschichte“ zeige, Walter Schmitz benennt den „ahistorischen Gehalt“ der Farce und führte aus, das Prinzip der Wiederholung sei bei Frisch „identisch mit mechanisch-bewußtloser Repetition“. Kost führt aus, dass das Prinzip der Wiederholung ein zentrales Motiv in Frischs Werk sei, in dem es kaum zu fundamentalen Veränderungen komme. Während die Wiederholung zumeist die private Biografie eines Menschen bestimme, übertrage sie Frisch in Die Chinesische Mauer auch auf die Gesellschaft, die gleichermaßen unter dem Bann der unausweichlichen Wiederkehr des Immergleichen stehe. Dabei sei es die menschliche Psyche, die stets denselben Mustern und Gesetzen folge und damit den geschichtlichen Kreislauf bestimme, der in einem Totentanz der Masken münde: „Es ist, als sei’n sie tot, doch reden sie / Und tanzen auch und drehen sich im Kreis, / Wie sich Figuren einer Spieluhr drehn.“ Das Motiv der Wiederholung und der wie auf einer Spieluhr agierenden Menschen wird in Frischs spätem Stück Biografie: Ein Spiel wiederkehren.

### Ohnmacht oder Hoffnung
Hellmuth Karasek nennt Die Chinesische Mauer „die Antwort des Dramatikers Frisch auf die Atombombe“. Es sei „sicherlich das verzweifeltste Stück von Frisch“, an das sich Debatten über den Nihilismus des Autors angeschlossen hätten. Für Hans Bänziger ist die Farce „ein pessimistisches Gegenstück von Wilders Wir sind noch einmal davongekommen“. Karasek führt aus, während die Menschheit bei Wilder ihre Katastrophe noch überlebe, gehe Frisch davon aus, dass die nächste Katastrophe nicht mehr zu überleben sei. Das Stück biete auch einen „Ausverkauf der Literatur“, deren Wirkungslosigkeit, zu echten Veränderungen beizutragen, vorgeführt werde, etwa indem der Kaiser seinen Kritiker am Ende noch mit einem Literaturpreis bedenke. Das Thema der Ohnmacht des Intellektuellen ziehe sich auch durch andere Werke Frischs, so sieht Karasek den Heutigen, einen Dr. jur., als geistigen Vorläufer des Dr. phil. aus Biedermann und die Brandstifter.
Einen positiven Ausblick zieht hingegen Gerhard Kaiser: Das Stück sei „ein Appell, und wer noch appelliert hat die Hoffnung nicht ganz verloren.“ Auch für Klaus Müller-Salget will das Drama „Mut machen zum eigenen Denken und Handeln, zum Streben über das Vorhandene hinaus“, auf das etwa die Aussagen Christoph Kolumbus hinlenken: „Noch ist Indien, das ich meinte, nicht entdeckt.“ Und er verweist auf „die Kontinente der eigenen Seele, das Abenteuer der Wahrhaftigkeit. Nie sah ich andere Räume der Hoffnung.“

### Bezug auf Brecht

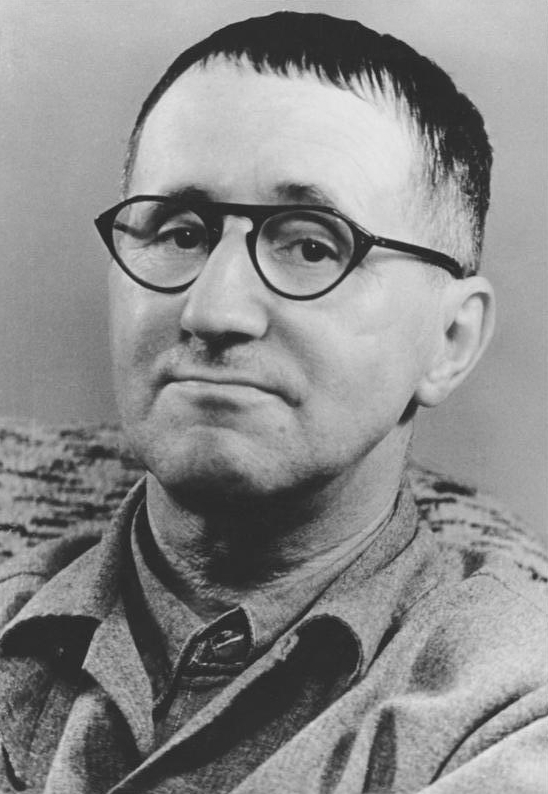
Bertolt Brecht (1954)

Laut Manfred Durzak verweist kein anderes Stück Max Frischs so stark auf Bertolt Brecht wie Die Chinesische Mauer, und er sieht in dem Schauspiel „einen Akt produktiver Auseinandersetzung mit Brecht“. Zum Teil sei aufgrund des Stücks sogar der Vorwurf eines Brecht-Epigonen erhoben worden. So wurden etwa Frischs Techniken des literarischen Zitats und der Montage mit Brechts „Verfremdung durch Klassizität“ oder der stummen Wang mit der gleichfalls stummen Kattrin in Brechts Mutter Courage und ihre Kinder verglichen. Und der Bezug auf China und die chinesische Geschichte ist bereits in Brechts Der kaukasische Kreidekreis oder Der gute Mensch von Sezuan vorgezeichnet. Allerdings verweist Durzak auf die unterschiedliche Funktion des China-Motivs bei den beiden Dramatikern. Während es bei Brecht zur Distanzierung des Zuschauers in seinen politischen Parabeln diene, benutze Frisch China als Metapher für die Diskrepanz zwischen technischem Fortschritt und Humanität.
Auch Gerhard Kaiser betont die unterschiedlichen Absichten der beiden Dramatiker. Brecht verfremde die Welt, die er als politischer Dichter zu durchschauen meine, um den Zuschauer zur Veränderung der Wirklichkeit hin zu einer vorgegebenen Lösung des Marxismus zu bewegen. Eine Veränderung des Menschen strebe zwar auch Frisch an, doch sein Stück bleibe offen, da ihm die Rezepte fehlen. Frisch verfremde die Welt, weil er sie als fremd erlebe, und schreibe, wie im Untertitel von Biedermann und die Brandstifter, „Lehrstücke ohne Lehre“. Auch für Walter Schmitz löste sich Frisch von Brecht, indem er dessen episches Theater mit den Theatermitteln Thornton Wilders mischte, etwa den Spielleiter das Geschehen nicht kritisch durchleuchten, sondern an ihm teilnehmen ließ, in dessen ewigen Kreislauf er ohnmächtig bleibt. Zudem führe Frisch das Brecht’sche Weltbild durch die Theorien C. G. Jungs weiter, in dem er Brechts Theatermodell in eine Bewusstseinsbühne überführe. Da aber laut Eun-A Choi „das Theater gattungsbedingt Bewußtseinswelt nicht zeigen“ könne, werde der Spielcharakter des Stückes betont und die Illusion von Wirklichkeit durchbrochen.

## Entstehungsgeschichte

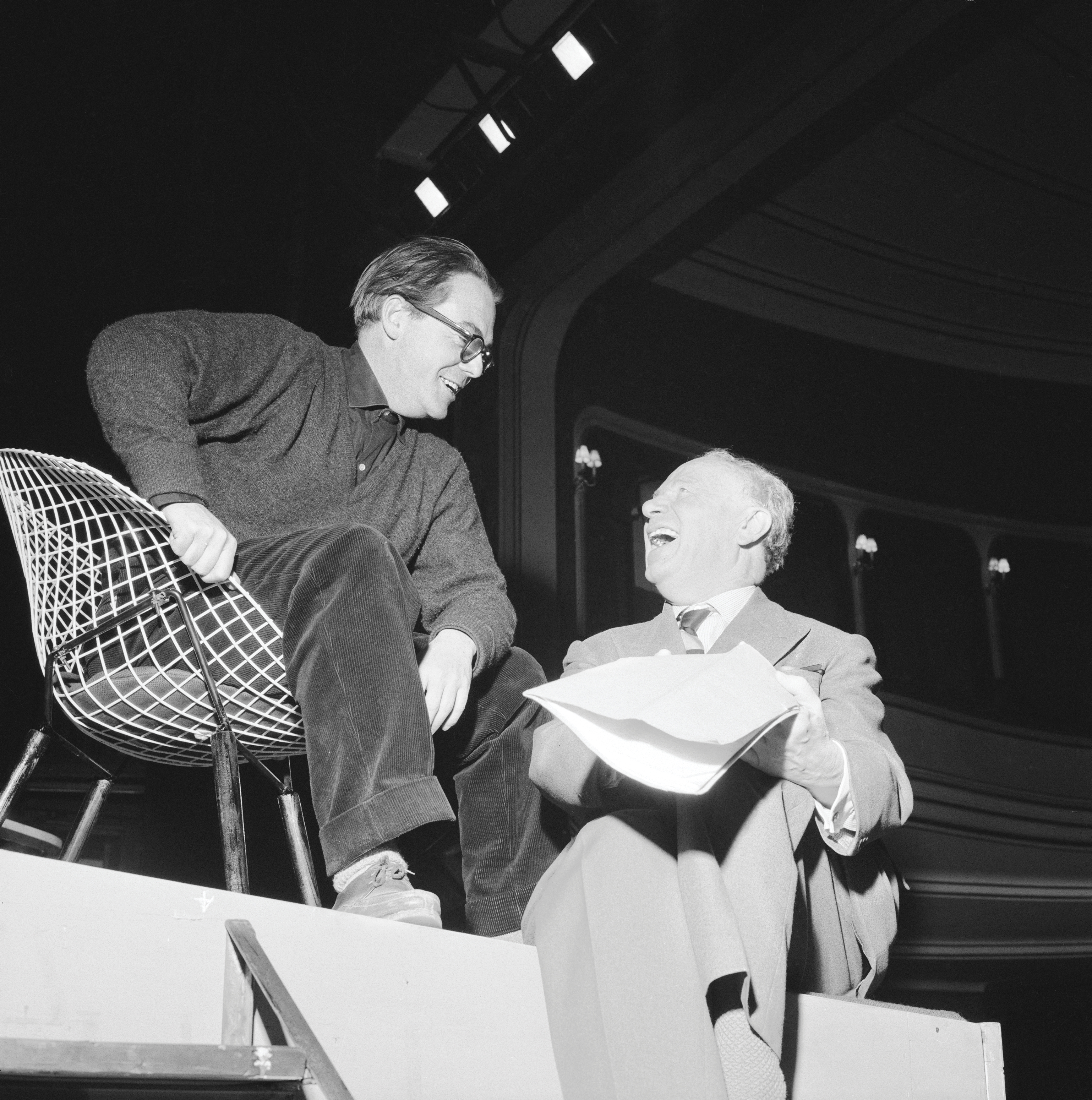
Max Frisch bei Proben zu Biedermann und die Brandstifter (1958)

Max Frisch beschrieb den Auslöser zum Stück: „ein visueller Anreiz (Maskenball), ein intellektueller Schock (Bikini) und dazu Einfälle auf dem Fahrrad (ich war damals Radfahrer, daher die wendige Dramaturgie des Stücks)“. Die erste Fassung entstand zwischen November 1945 und Mai 1946. Tatsächlich fanden allerdings die von Frisch benannten Kernwaffentests auf dem Bikini-Atoll erst nach Fertigstellung des Stücks statt, so dass Urs Bircher den Schock vielmehr auf die Atombombenabwürfe auf Hiroshima und Nagasaki im August 1945 zurückführte. Frisch griff auf Elemente seiner früheren Werke Bin oder Die Reise nach Peking, Santa Cruz und Nun singen sie wieder zurück, die sich mit Einflüssen des politischen Theaters Brechts mischten.
Die Erstfassung wurde am 10. Oktober 1946 im Zürcher Schauspielhaus unter der Regie von Leonard Steckel uraufgeführt. Darsteller waren Wilfried Seyferth, Gustav Knuth, Agnes Fink, Traute Carlsen, Erwin Parker, Bernhard Wicki und Elisabeth Müller. Im Jahr 1947 erschien die Buchausgabe im Schwabe Verlag. Zur deutschen Erstaufführung kam es am 24. November 1948 in den Hamburger Kammerspielen. Regie führte Ulrich Erfurth. Die Rolle des Heutigen übernahm Hans Quest.
Rückblickend urteilte Frisch über die Erstfassung: „Es erschien mir als eine verpaßte Gelegenheit.“ Die vieldeutige Geschichte habe er zu eindeutig erzählt: „statt die Geschichte von dem Tyrannen und dem Stummen hervorzubringen, bemüht sich das Stück, uns die Bedeutung ebendieser Geschichte einzupauken.“ In der Neufassung plante er, „die ‚Bedeutung‘ abzukratzen und das Stück auf seine blanke Handlung zu reduzieren.“ Die Änderungen für die zweite Fassung nahm Frisch von Februar bis Juni 1955 vor. Sie wurde im Rahmen der Berliner Festwochen am 28. Oktober 1955 im Theater am Kurfürstendamm unter der Regie von Oscar Fritz Schuh aufgeführt. Noch im gleichen Jahr erschien sie im Suhrkamp Verlag.
Zehn Jahre später gab erneut Oscar Fritz Schuh, der inzwischen Intendant am Deutschen Schauspielhaus war, die Anregung zu einer dritten Fassung. Max Frisch, mit gewachsener Distanz zu seinem Stück, das „inzwischen Schullektüre geworden ist, insofern eigentlich unantastbar“, fühlte sich nun eher „als Dramaturg, der lediglich mit dem Rotstift einzugreifen vermag“. Seine Bearbeitung deute nichts um, lasse dem ursprünglichen Autor „seine Einfälle, seinen Ernst und seinen Spaß, seine Meinungen; ich schneide nur herunter, was nichts damit zu tun hat. Es war allerhand.“ Anfang 1965 in zwei Wochen entstanden, wurde die dritte Fassung am 26. Februar 1965 im Deutschen Schauspielhaus uraufgeführt. Es spielten Will Quadflieg, Solveig Thomas, Charles Brauer, Max Eckard, Ullrich Haupt, Ruth Niehaus, Erni Mangold, Hermann Schomberg und Beatrice Norden. Der Text blieb unveröffentlicht.
Die vierte und letzte Fassung entstand für eine Aufführung im Théâtre National de l’Odéon unter Mitwirkung des Regisseurs Jean-Pierre Miquel und des Übersetzers Henri Bergerot. Sie hatte am 8. November 1972 Premiere und wurde noch im gleichen Jahr als Version für Paris, 1972 in der edition suhrkamp publiziert.

## Rezeption

### Zeitgenössische Kritiken
Die Uraufführung von Die Chinesische Mauer traf auf kontroverse Kritiken. Einen „begeisterten Dank der Zuschauer“, die ein „Welttheater gesehen haben, das seit Jahren hinter unseren Stirnen wirbelt“ nahm die Neue Zürcher Zeitung wahr, die Weltwoche hingegen ein „Weltanschauungsstück“, das „enttäuscht und unbefriedigt läßt“. Carl Seelig kritisierte den Bau des Stückes. Bereits im Programmheft zur Uraufführung lobte hingegen Walter Muschg: „Max Frisch gelingt auch in seiner dritten Bühnendichtung die ihm eigentümliche Verbindung von dichterischer Tiefe und bezaubernder Leichtigkeit der Form.“ Kritischer urteilte Elisabeth Brock-Sulzer: „es gibt eigentlich alles, was heute auf dem Theater gemacht wird, und es gibt eigentlich auch alles, was uns an Problemen heute bewegt.“ Doch gegenüber dem Thema der Atombombe nehme sich Frischs Stück als „lyrisch gestimmte Anthologie“ aus, „näher an einem poetischen Jules Verne als an der teuflischen Perfektion unserer Tage.“
Zur deutschen Erstaufführung an den Hamburger Kammerspielen verglich Der Spiegel Frisch mit Thornton Wilder: „Die Chinesische Mauer liegt nicht nur geistig, sondern auch in der Form auf der gleichen Linie wie Wir sind noch einmal davongekommen. Es ist entfesseltes Theater. Bei Frisch gewissermaßen eine makabre Revue-Ballade der menschlichen Unbelehrbarkeit.“ Jakob R. Welti urteilte zur Neufassung von 1955, alles im Stück „wirkt als Farce, als Possenspiel, betrachtet aus der ungeheuerlichen Erkenntnis unserer Gegenwart, ‚daß das Atom teilbar, die Sintflut herstellbar ist‘.“

### Spätere Bewertungen
Die Chinesische Mauer nimmt in mehrfacher Hinsicht eine Sonderstellung in Frischs Werk ein. Durch die zahlreichen Überarbeitungen begleitete ihn das Stück durch sämtliche Perioden seines dramatischen Schaffens. Alexander Stephan bezeichnete es neben Graf Öderland als „das Stück, mit dem sich Frisch am meisten abgemüht hat.“ Es blieb auch künstlerisch umstritten und fand – anders etwa als Frischs bekannte Parabeln Biedermann und die Brandstifter und Andorra – keinen festen Platz in den Spielplänen der Theater. Ulrich Weisstein hält es unter Frischs Dramen für dessen einzigen künstlerischen Reinfall. Auch Manfred Jurgensen nannte den künstlerischen Wert „problematisch“. Für Peter Demetz gehörte es dagegen zu Frischs „hervorragendsten Stücken“, und für Klaus Matthias war es „Frischs bedeutsamster Beitrag zum Welttheater der Gegenwart“.
Volker Hage beurteilte Die Chinesische Mauer als „das aktuellste unter den frühen dramatischen Werken“ Max Frischs. Dass es dennoch „ein wenig in Vergessenheit“ geraten sei, liege daran, dass es seine einfache Warnung sehr aufwendig verpacke, und dass das Stück im Gegensatz zu Friedrich Dürrenmatts Die Physiker zu früh gekommen sei. Auch für Lioba Waleczek liegt das Stück heute „deutlich im Schatten“ von Dürrenmatts Physiker und Heinar Kipphardts In der Sache J. Robert Oppenheimer. Für Klaus Müller-Salget hat das Stück allerdings „in einer Zeit, da die Menschheit sich zwar an die globale Überrüstung fast schon gewöhnt hat, dafür mit den Folgen der ‚zivilen‘ Kernkraft-Nutzung und den ersten Anzeichen einer umfassenden Klimakatastrophe konfrontiert ist, von seiner Aktualität nichts verloren.“
Max Frischs Drama fand auch in mehrfacher Art politischen Widerhall. Ein „ungeheurer Satz für die Zeit“ wurde laut Volker Weidermann das Zitat „Die Sintflut ist herstellbar. Sie brauchen nur noch den Befehl zu geben, Exzellenz. Das heißt: Wir stehen vor der Wahl, ob es eine Menschheit geben soll oder nicht.“ Er sei später in verschiedenen Variationen auf zahlreichen Transparenten der Friedensbewegung zu lesen gewesen. Eine andere politische Spätfolge des Frühwerks war die Chinareise Max Frischs, an der er im Jahr 1975 als Teil der Delegation des damaligen deutschen Bundeskanzlers Helmut Schmidt teilnahm. Schmidt berichtete, er habe Frisch mit seiner Einladung die Möglichkeit geben wollen, einmal die wirkliche Chinesische Mauer zu sehen.

### Adaptionen
Die Chinesische Mauer wurde mehrfach verfilmt. Zwei Fernsehfilme produzierte der Südwestfunk. 1958 spielten unter der Regie von Ludwig Cremer unter anderem Martin Benrath, Hanns Ernst Jäger, Maria Emo, Robert Dietl. 1965 verfilmte Hans Lietzau das Stück mit Gerd Baltus, Hermann Schomberg, Ernst Jacobi, Charles Brauer, Vera Tschechowa, Wolfgang Spier, Heinz Baumann und anderen. 1967 verfilmte das jugoslawische Fernsehen Frischs Stück als Kineski zid unter der Regie von Berislav Makarovic. Auch als Hörspiel wurde das Drama zweimal produziert, 1949 unter der Regie von Ludwig Cremer vom Süddeutschen Rundfunk, mit Michael Konstantinow, Paul Dättel, Ortrud Bechler, Edith Heerdegen, Friedrich Schönfelder und anderen, sowie 1955 unter der Regie von Walter Ohm vom Bayerischen Rundfunk, mit Ingeborg Hoffmann, Carl Wery, Robert Lindner, Lina Carstens, Otto Brüggemann und anderen.

### Textausgaben
- Max Frisch: Die Chinesische Mauer. Eine Farce. Benno Schwabe, Basel 1947. (Erstausgabe erste Fassung)
- Max Frisch: Die Chinesische Mauer. Eine Farce. Suhrkamp, Frankfurt am Main 1955. (Erstausgabe zweite Fassung)
- Max Frisch: Die Chinesische Mauer. Eine Farce. Version für Paris, 1972. Suhrkamp, Frankfurt am Main 1972, ISBN 3-518-10065-3. (Erstausgabe vierte Fassung)
- Max Frisch: Die Chinesische Mauer. Eine Farce. In: Gesammelte Werke in zeitlicher Folge. Zweiter Band. Suhrkamp, Frankfurt am Main 1998, ISBN 3-518-06533-5, S. 139–216.

### Sekundärliteratur
- Manfred Durzak: Dürrenmatt, Frisch, Weiss. Deutsches Drama der Gegenwart zwischen Kritik und Utopie. Reclam, Stuttgart 1972, ISBN 3-15-010201-4, S. 174–185.
- Heinz Gockel: Max Frisch. Drama und Dramaturgie. Oldenbourg, München 1989, ISBN 3-486-88271-6, S. 54–63.
- Walter Jacobi: Max Frisch „Die Chinesische Mauer“. Die Beziehung zwischen Sinngehalt und Form. In: Albrecht Schau (Hrsg.): Max Frisch – Beiträge zu einer Wirkungsgeschichte. Becksmann, Freiburg 1971, S. 211–224.
- Manfred Jurgensen: Max Frisch. Die Dramen. Francke, Bern 1976, ISBN 3-7720-1160-8, S. 56–65.
- Gerhard Kaiser: Max Frischs Farce „Die Chinesische Mauer“. In: Thomas Beckermann (Hrsg.): Über Max Frisch I. Suhrkamp, Frankfurt am Main 1971, ISBN 3-518-10852-2, S. 116–136.
- Hellmuth Karasek: Max Frisch. Friedrichs Dramatiker des Welttheaters Band 17. Friedrich Verlag, Velber 1974, S. 30–39.
- Jürgen Kost: Geschichte als Komödie. Zum Zusammenhang von Geschichtsbild und Komödienkonzeption bei Horvath, Frisch, Dürrenmatt, Brecht und Hacks. Königshausen & Neumann, Würzburg 1996, ISBN 3-8260-1182-1, S. 99–125 (google books).
- Klaus Müller-Salget: Max Frisch. Literaturwissen. Reclam, Stuttgart 1996, ISBN 3-15-015210-0, S. 39–46.
- Walter Schmitz: Max Frisch: Das Werk (1931–1961). Studien zu Tradition und Traditionsverarbeitung. Peter Lang, Bern 1985, ISBN 3-261-05049-7, S. 157–172.
- Günter Waldmann: Das Verhängnis der Geschichtlichkeit. In: Walter Schmitz (Hrsg.): Über Max Frisch II. Suhrkamp, Frankfurt am Main 1976, ISBN 3-518-10852-2, S. 207–219.